# Emmelshausen (Verbandsgemeinde)
Emmelshausen est une Verbandsgemeinde (collectivité territoriale) de l'arrondissement de Rhin-Hunsrück dans la Rhénanie-Palatinat en Allemagne. Le siège de cette Verbandsgemeinde est dans la ville d'Emmelshausen.
La Verbandsgemeinde Emmelshausen consiste en cette liste d'Ortsgemeinden (municipalités locales) :

Localisation de la Verbandsgemeinde d'Emmelshausen dans l'arrondissement de Rhin-Hunsrück

| 1. Badenhard 2. Beulich 3. Bickenbach 4. Birkheim 5. Dörth 6. Emmelshausen 7. Gondershausen 8. Halsenbach 9. Hausbay 10. Hungenroth 11. Karbach 12. Kratzenburg 13. Leiningen | 1. Lingerhahn 2. Maisborn 3. Mermuth 4. Morshausen 5. Mühlpfad 6. Ney 7. Niedert 8. Norath 9. Pfalzfeld 10. Schwall 11. Thörlingen 12. Utzenhain |